# Fuentelespino de Haro
Fuentelespino de Haro ist eine Gemeinde (Municipio) und ein Dorf mit 245 Einwohnern (Stand: 2024) in der Provinz Cuenca in der Autonomen Region Kastilien-La Mancha. 

## Lage
Fuentelespino de Haro liegt etwa 68 Kilometer südwestlich von Cuenca in einer Höhe von ca. 800 m.

## Bevölkerungsentwicklung
| 1970 | 1981 | 1991 | 2001 | 2011 | 2021 |
| ---- | ---- | ---- | ---- | ---- | ---- |
| 543  | 481  | 418  | 299  | 266  | 247  |

## Sehenswürdigkeiten

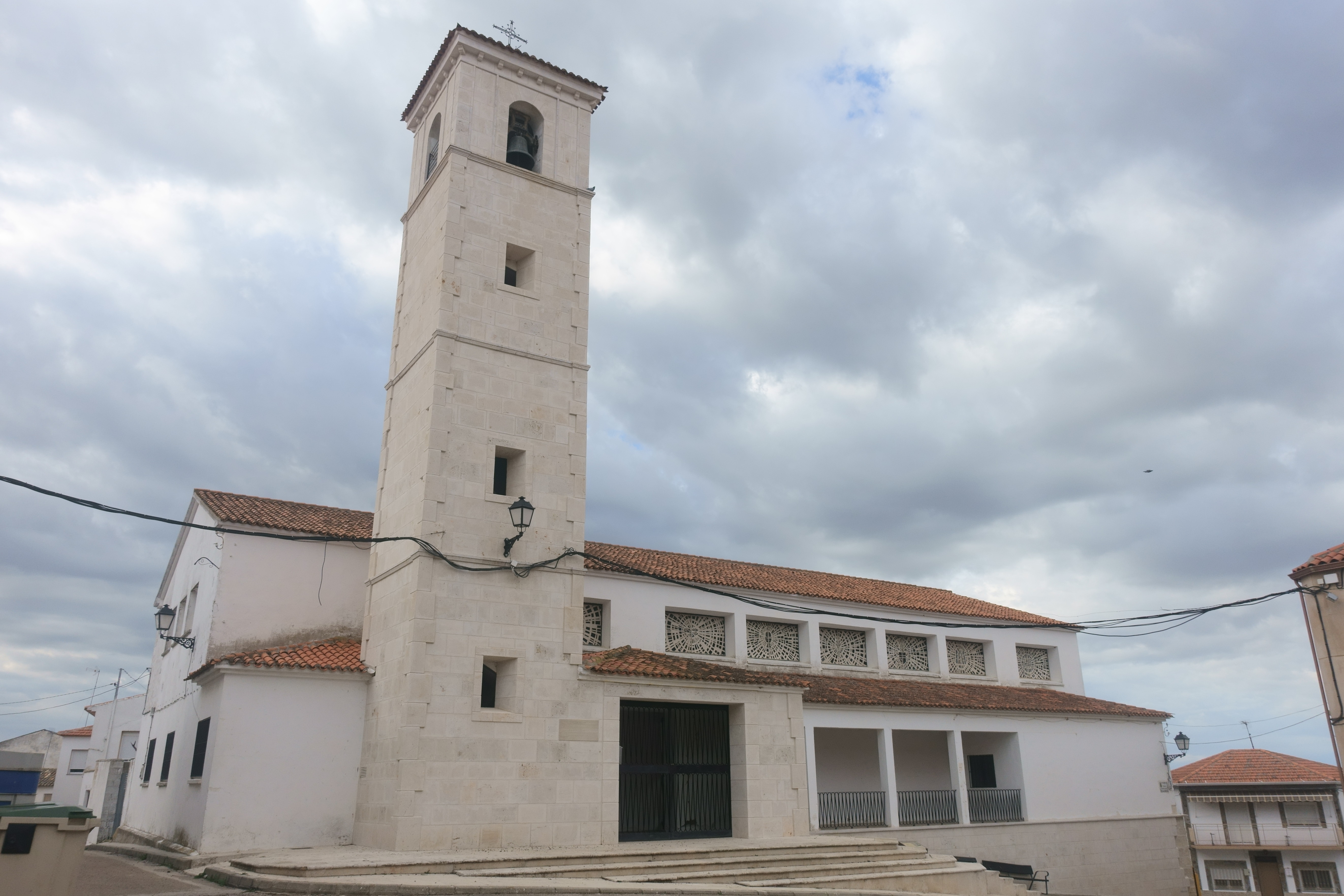
Peterskirche
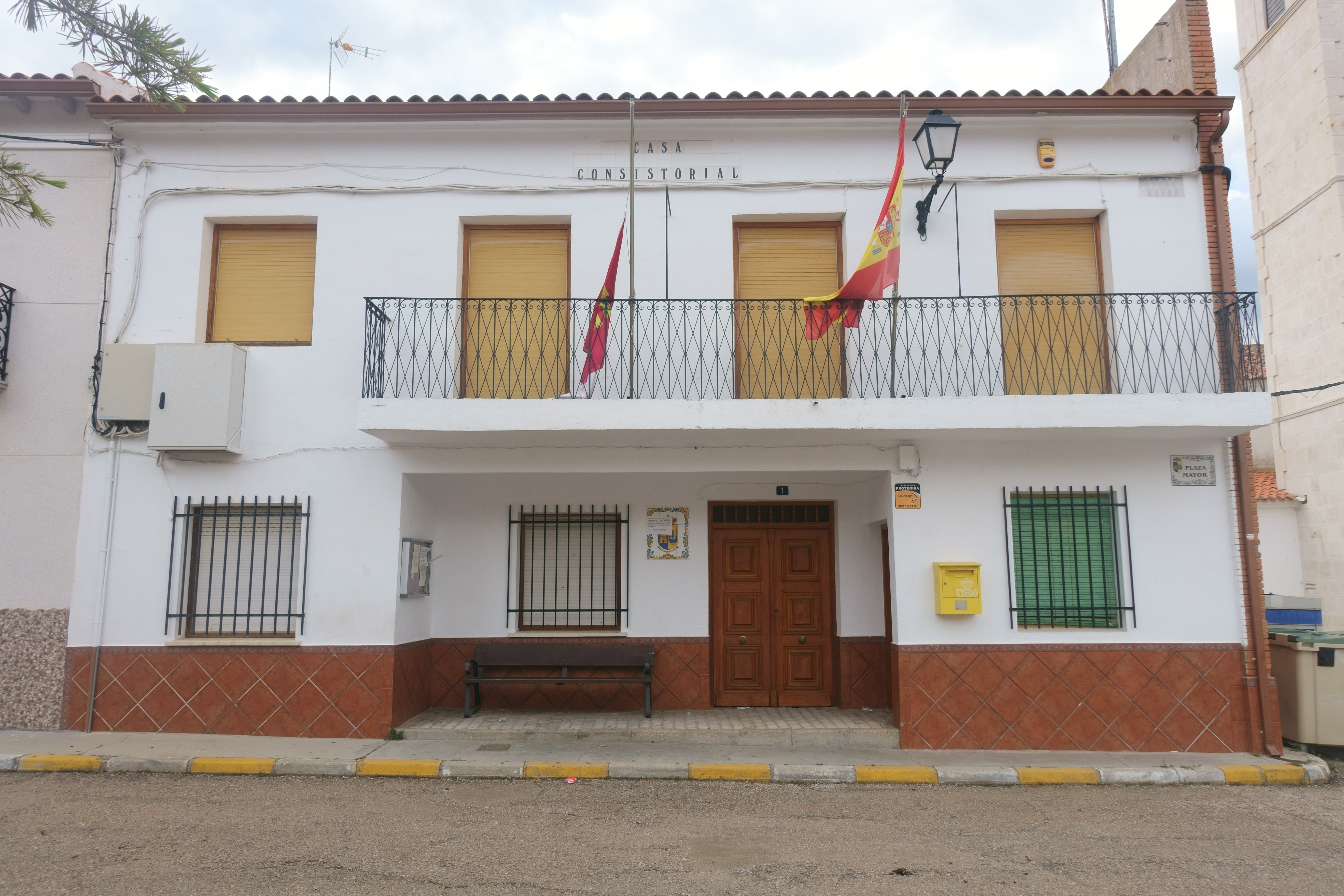
Kapelle

- Peterskirche
- Rathaus